# ربکا آلیسون
ربکا ان «بکی» آلیسون (زاده ۲۱ دسامبر ۱۹۴۶) متخصص قلب و عروق آمریکایی و فعال تراجنسیتی است.او یک زن ترنس است. او به عنوان رئیس انجمن پزشکی همجنس گرایان و لزبین‌ها (GLMA) و به عنوان رئیس کمیته مشورتی انجمن پزشکی آمریکا در مورد مسائل لزبین‌ها، همجنس گرایان، دوجنس گرایان و تراجنسیتی‌ها خدمت کرد.

## زندگی
آلیسون در گرین‌وود، می‌سی‌سی‌پی از خانواده ارول وارد اتکینسون و میبل بلک‌ول اتکینسون به دنیا آمد. او در سال ۱۹۹۳ در حالی که در جکسون، می‌سی‌سی‌پی زندگی می‌کرد، تغییر وضعیت داد.

## حرفه
آلیسون در سال ۱۹۷۱ از مرکز پزشکی دانشگاه می‌سی‌سی‌پی فارغ التحصیل شد. پس از انجام مراقبت‌های اولیه / داخلی، در سال ۱۹۸۵ برای تحصیل در رشته قلب و عروق به مدرسه بازگشت و از سال ۱۹۸۷ در آن رشته مشغول به کار شد. بعداً، او برای سمتی در CIGNA به فینیکس، آریزونا نقل مکان کرد و از سال ۱۹۹۸ تا ۲۰۱۲، زمانی که وارد مطب خصوصی شد، به عنوان رئیس قلب و عروق آنها خدمت کرد. مجله فونیکس آلیسون را در سال‌های ۲۰۰۶، ۲۰۰۷ و ۲۰۰۸ یکی از «پزشکان برتر» در فونیکس معرفی کرد

## فعالیت
در سال ۱۹۹۸، آلیسون drbecky.com را ایجاد کرد، یک سایت منبع با تمرکز بر نیازهای پزشکی، حقوقی و معنوی افراد تراجنسیتی. این وب‌سایت شامل مجموعه‌ای از قوانین اصلاح جنسیت در شناسنامه، بروشور جراحی زنانه‌سازی صورت توسط داگلاس اوسترهات، انتقاد از کتاب بحث‌برانگیز ۲۰۰۳ مردی که ملکه می‌شود نوشته جی. مایکل بیلی، و بخشی در معنویت. وب سایت آلیسون اغلب در دستورالعمل‌های مراقبت‌های بهداشتی LGBT ذکر شده‌است. او علاوه بر GLMA، رئیس کمیته مشورتی انجمن پزشکی آمریکا در مورد مسائل همجنس‌گرایان، لزبین‌ها، دوجنس‌گرایان و تراجنسیتی‌ها است، و در تصویب قطعنامه 22 AMA، «رفع موانع مالی برای مراقبت از بیماران تراجنسیتی» کمک کرده‌است. آلیسون همچنین در Soulforce فعال است و هر ساله با شریک زندگی خود Margaux Schaffer جشن تراجنسیتی فونیکس را برگزار می‌کند.